# 凤仪街道
凤仪街道，是中华人民共和国贵州省遵义市正安县下辖的一个街道办事处。
2016年1月29日，贵州省人民政府批复同意正安县部分乡镇行政区划调整，撤销凤仪镇，设置凤仪街道，街道办事处驻楼台村。

## 行政区划
凤仪街道下辖以下地区：
北苑社区、山奇社区、凤山社区、文昌社区、桃园社区、山峰村、田生村、汪家田村、大堡村、楼台村和梨坝村。